# جورج إي. مورو
جورج إي. مورو (بالإنجليزية: George E. Morrow)‏ هو محرر وصحفي أمريكي، ولد في 19 أكتوبر 1840 في سينسيناتي في الولايات المتحدة، وتوفي في 1900.